# Hummelmora hage

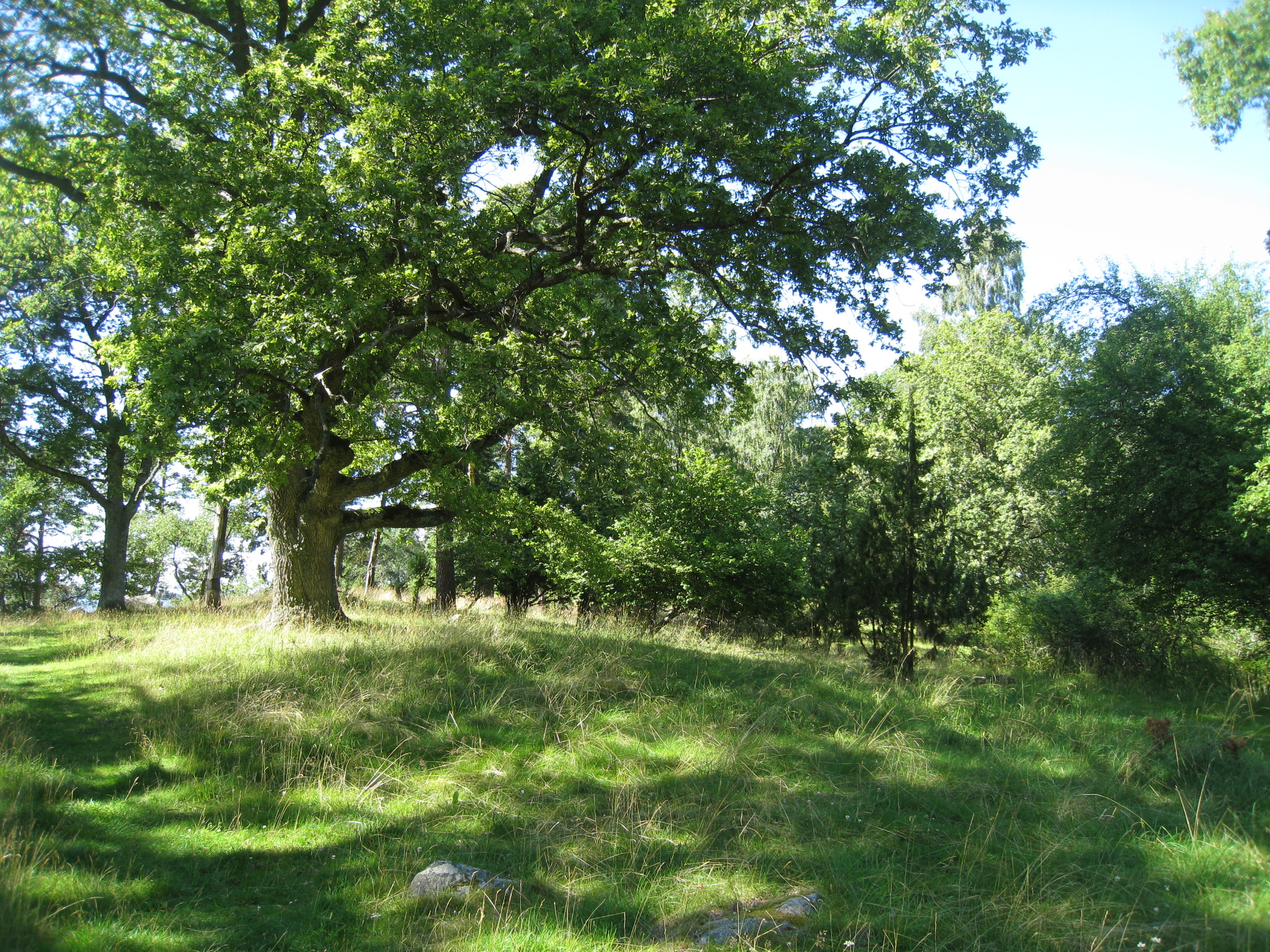
Hummelmora hage.

Hummelmora hage, eller Hummelmora ängar, är ett ängsområde i Görvälns naturreservat, som ligger söder om Görvälns slott och norr om Sandviks gård och gränsar till Mälaren i västra Viksjö i Järfälla kommun. I samband med exploateringen av Viksjö på 1960-talet kom bland annat området kring Hummelmora att läggas ut som grönområde. Sedan 1966 ägs marken av Järfälla kommun. Hummelmora ingår sedan 1998 i Görvälns naturreservat. Landskapet hålls öppet av betande får och kor. I hagen finns fina hasselbuskar och flera stora naturminnesmärkta ekar, som är över 600 år gamla. I området har människor länge brukat marken. För många olika djur och växter är gamla ekar viktiga. Den döda veden är också viktig för många insekter.

## De gamla ekarna

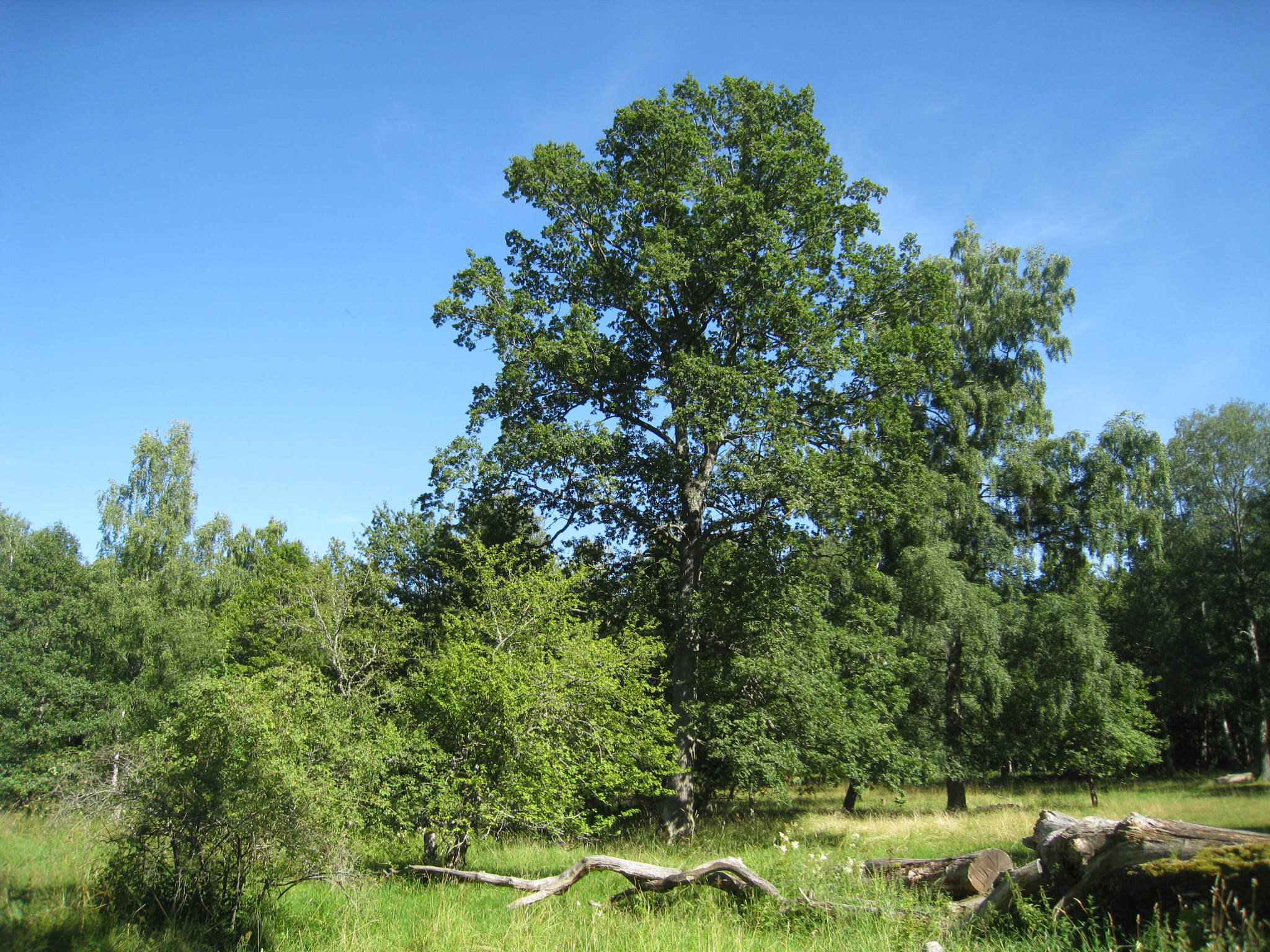
De gamla ekarna ger Hummelmora hage en speciell prägel.

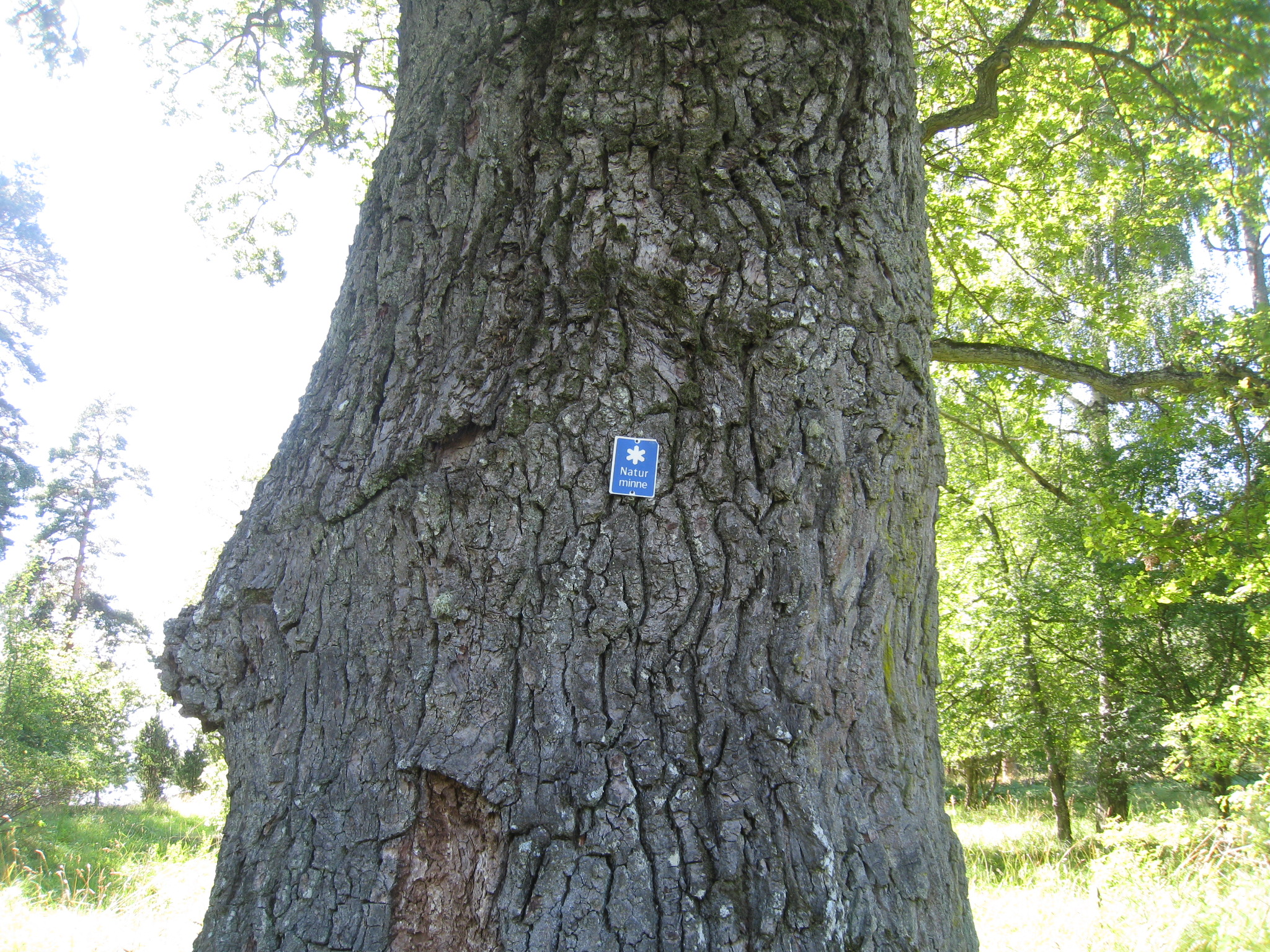
Eken med naturminnesmärkningen.

En av länets finaste ekar finns i Görvälns naturreservat i Järfälla. De riktigt stora träden trivs i Järfälla. De gamla ekarna som står i Hummelmora hage är uppskattningsvis omkring 600 år gamla. Ekarna är naturminnesförklarade. I hela Järfälla kommun finns det sex så kallade jätteträd. De ger Hummelmora hage en speciell parklik prägel.
En av de finaste ekarna i länet är en gigantisk ek, som växer vid Mälarens strandkant i Görvälns naturreservat. "Den ser ut att vara hämtad ur en sagobok." Den är över 500 år gammal och mäter minst 6,5 meter i omkrets. I Järfälla finns minst fem andra ekar som är lika stora och med en omkrets på sex meter eller mer. Inräknat med en stamgrovlek på minst fem meter finns hela tjugo riktigt stora träd i Järfälla, enligt länsstyrelsens kartläggning. 90 procent av jätteträden i Järfälla bedömer länsstyrelsen stå i goda miljöer, jämfört med 70-80 procent av beståndet i andra delar av länet. I hela länet har länsstyrelsens experter hittat 367 träd med en omkrets på minst tre meter, varav 90 procent är ekar.

## Ängsmarkerna
Från 1700-talets slut var Hummelmora torp bostad för Viksjös skogvaktare. När ägaren till Kallbrunna gård i Hummelmora hage, Nils Ryning (1520-1578), lät slå sin löväng i juli 1562 hade ekarna redan skuggat marken i 200 år, det vill säga ekarna är från 1300-talet. Marken brukades då som äng, det vill säga den var inhägnad för att hålla djuren utanför. På eftersommaren slogs gräset med lie för att ge foder åt djuren till vintern. Av träden fick marken skugga. De drog också med sina djupa rötter upp näring som kom örterna tillgodo när löven fälldes varje höst. Man samlade också ekollon till grisarna/svinen och nötter från hasselbuskarna. Genom hamling (beskärning) beskar man buskarna och då fick man finare grenar som sparades till vinterfoder för djuren.
Någon gång under 1800-talet upphörde ängsbruket och marken började man att använda som betesmark. Idag brukas området som betesmark för får i hagen och de håller de gamla ängsmarkerna öppna.
Hummelmora äng är botaniskt intressant inte bara med tanke på de gamla fridlysta ekarna. Vid en kallkälla strax nedanför parkeringen blommar tibast tidigt på våren och i slutet av maj blommar den märkliga klorofyllfria vätterosen under hasselsnåren. Hasseln ger också föda till den ovanliga nötkråkan som särskilt under september-oktober kan ses då den samlar hasselnötter för att lagra upp för vintern.
Viksjös skogar var intressanta och var en av anledningarna till att fastighetsbolaget Hufvudstaden AB och Viksjö AB köpte området 1921. Stockholm behövde nämligen ved i stora mängder för uppvärmning. Hufvudstaden köpte år 1921 egendomen Viksjö i Jakobsberg till Lennart Palme, som då avgått som direktör. Viksjö bedrev jordbruk i området.
I närheten av Hummelmora äng staplade man upp veden. Från bryggor nere vid sjön Mälaren forslades veden sedan in till Stockholm, det var en verksamhet som var nog så viktig även under andra världskrigets dagar.
Hummelmora hage har länge varit ett populärt utflyktsmål. Redan för över hundra år sedan gjorde folket från Viksjö gård utflykter hit och satt och drack kaffe under de månghundraåriga ekarna.
Alldeles norr om Hummelmora hage ligger den lilla ön Koffsan mellan Skäftingeholmen och fastlandet. Det var här som Carl von Linné besökte sjökrogen i juni 1731, på en båtresa mellan Uppsala och Stockholm.

## Bildgalleri Hummelmora hage

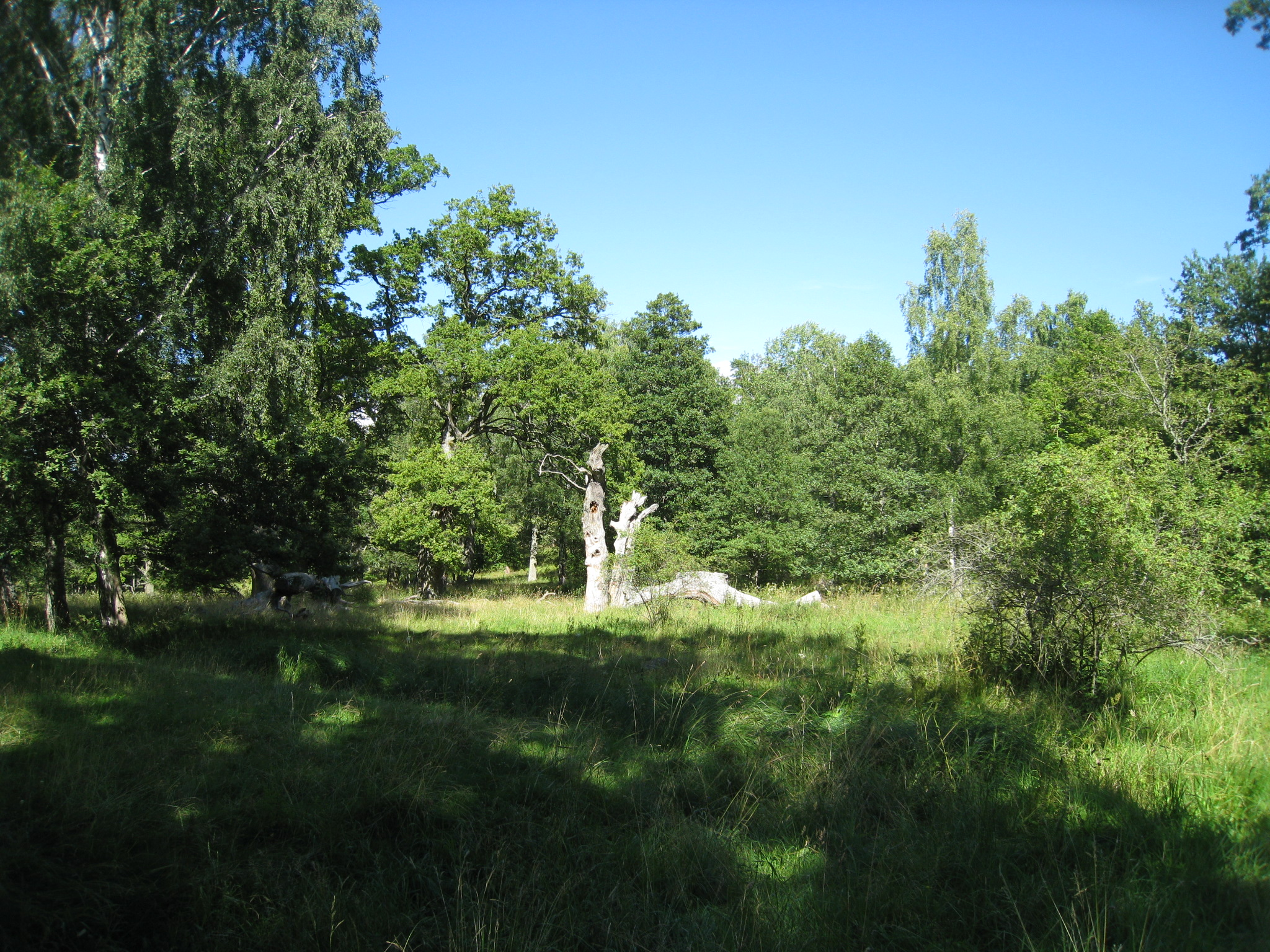
Ängsmarkerna i hagen.
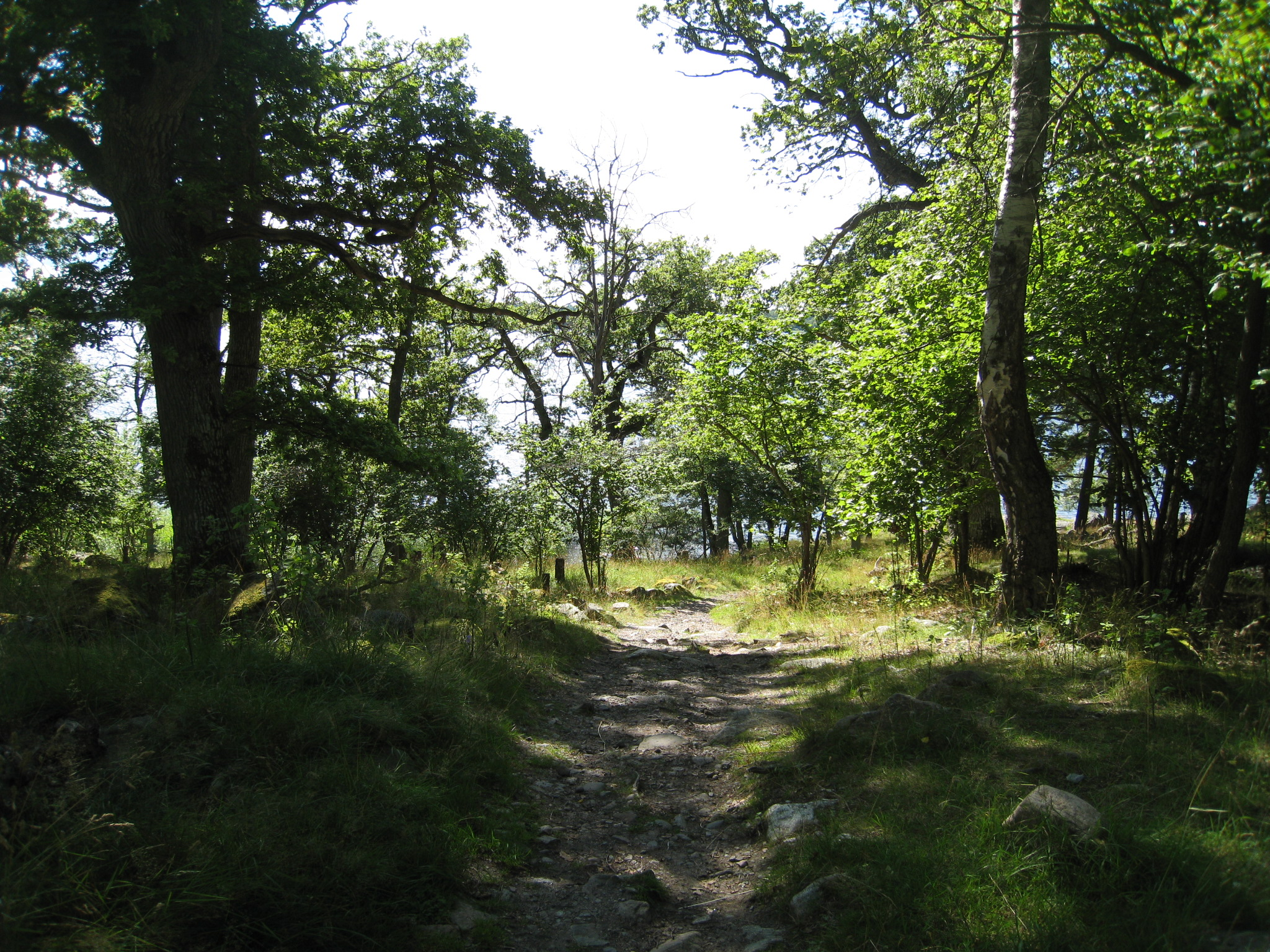
Stigen ner till Mälaren.
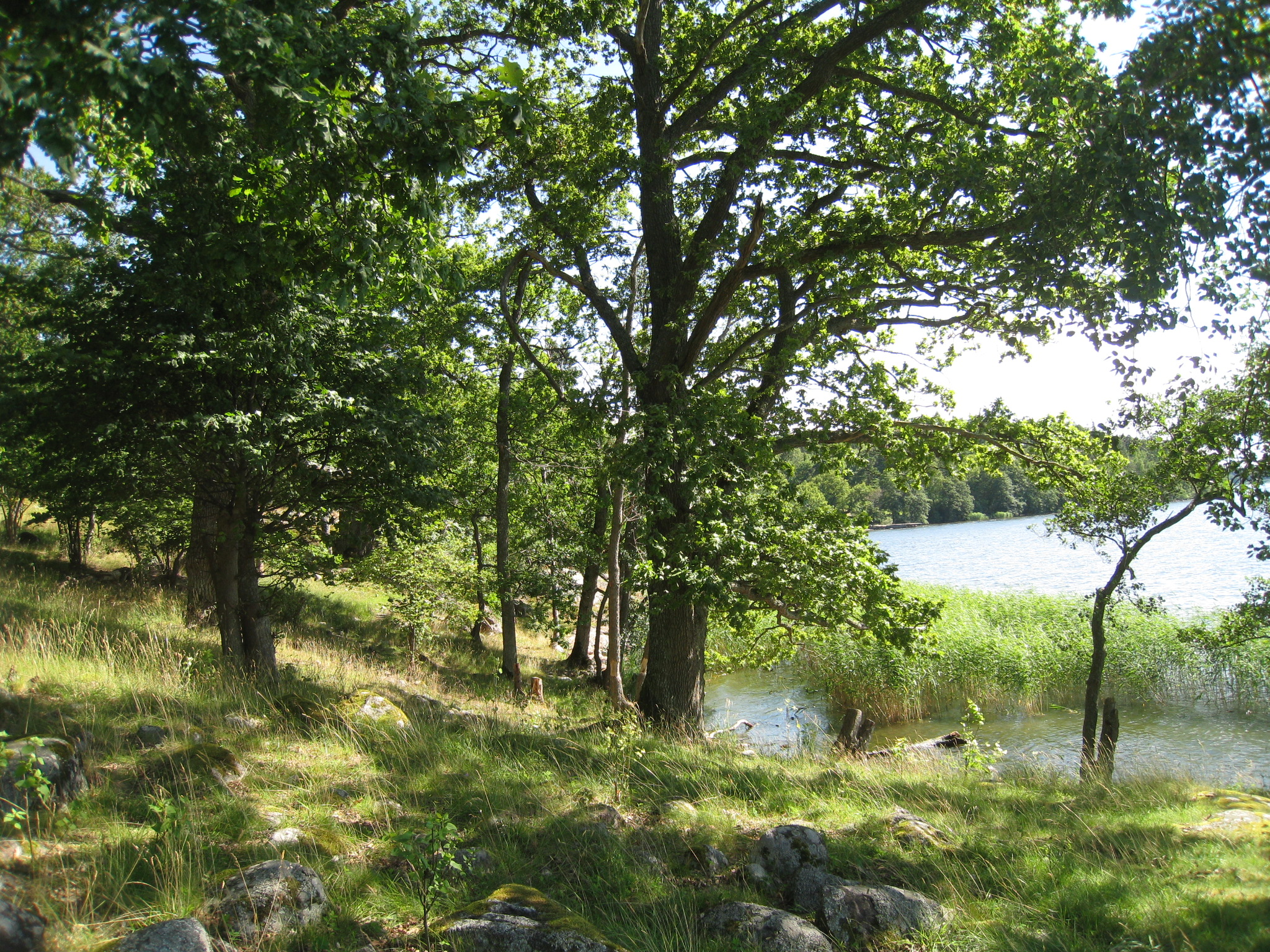
Ekarna växer ända nere vid Mälaren.
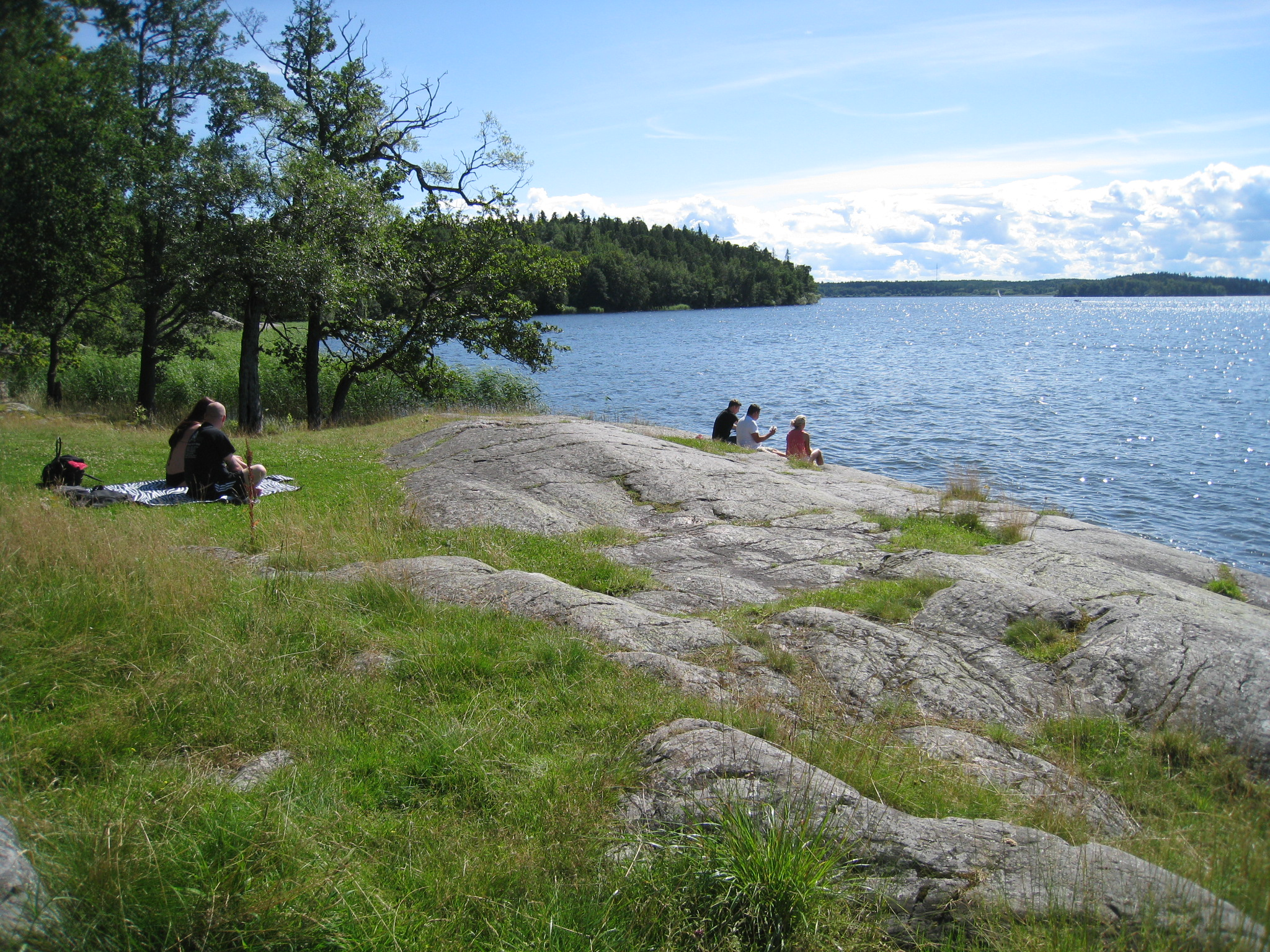
Klipphällarna vid vattnet.